# Opus Bonum
Opus Bonum (někdy psáno i Opus bonum, zkráceně OB, v českém překladu Dobré dílo) je české laické katolické sdružení, které bylo založeno roku 1972 ve Frankfurtu nad Mohanem československými exulanty jako společenství lidí pečujících o zachování a rozvoj české a slovenské křesťanské kultury. V roce 1979 přenesla organizace své hlavní působiště do Mnichova a po roce 1989 do Prahy, kde byla v roce 1995 oficiálně zaregistrována (podle právní úpravy platné od roku 2014 jako spolek). Sídlí na Benediktinském arciopatství sv. Vojtěcha a sv. Markéty v Praze-Břevnově.

## Osobnosti spojené s Opus Bonum
Sdružení OB se v době svého vzniku hlásilo především k duchovnímu odkazu katolického myslitele a vydavatele Josefa Floriana (1873–1941), jehož edice Dobré dílo byla i inspirací pro název sdružení. K zakladatelům patřili především opat břevnovského kláštera Anastáz Opasek (1913–1999, byl i prvním předsedou sdružení) a teolog Vladimír Neuwirth (1921–1998). Dalšími osobnostmi podílejícími se na činnosti sdružení byli např. redaktor Svobodné Evropy Richard Mořic Belcredi (1926–2015), novinář, redaktor a překladatel Milan „Plukovník“ Kubes (1943-2014), novinář a publicista Ivan Medek (1925–2010), filolog a literární historik Antonín Měšťan (1930–2004), novinář a redaktor Milan Schulz (1930–2014), teolog Karel Skalický (* 1934) nebo spisovatel, publicista a politik Pavel Tigrid (1917–2003).
V současné době se v OB angažují např. břevnovský arciopat Petr Prokop Siostrzonek (* 1957), bývalý politik Václav Peřich (* 1945) nebo redaktor Pavel Mareš (* 1976).

## Činnost

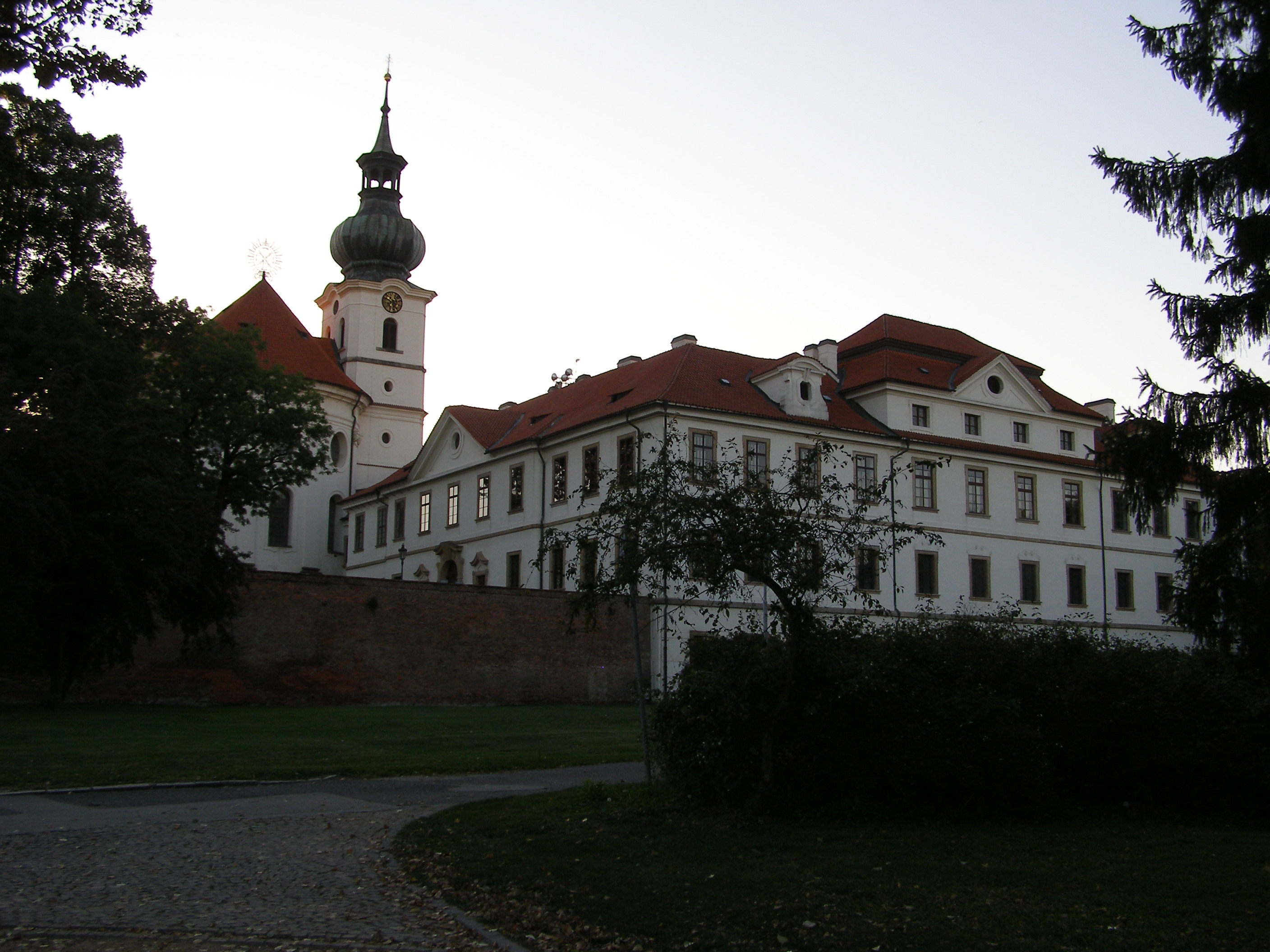
S břevnovským klášterem je činnost OB úzce spjata

Činnost sdružení spočívala především v organizaci setkání a diskusí s kulturními organizacemi podobného zaměření. V benediktinském klášteře Rohr v dolním Bavorsku byla každý rok pořádána setkání mládeže. V počátcích své činnosti pořádalo sdružení zpravidla v Hünfeldu u Fuldy takzvané „Akademické týdny“, na které navázala od roku 1978 celoexilová tematická setkání v severobavorském Frankenu. Z původně náboženských setkání se později stala spíše diskusní střetávání různých proudů československého exilu.
Setkání OB v předlistopadové době byla v letech 2015 až 2018 tématem jednoho z projektů Ústavu pro studium totalitních režimů.
Tradice setkání pořádaných OB pokračuje dosud, každý rok se zpravidla v září nebo říjnu koná v Tereziánském sále Břevnovského kláštera jednodenní sympozium. Témata posledních:
- 39. setkání, 2011: Náboženství a lidská práva: nejen o pronásledování křesťanů
- 40. setkání, 2012: Křesťané ve službě společnosti u nás a v Evropě
- 41. setkání, 2013: Anastáz Opasek - 100 let od narození
- 42. setkání, 2014: Kde se rodí politika?
- 43. setkání, 2015: Jan Hus po 600 letech a vzpomínka na Milana Kubese
- 44. setkání, 2016: Ukrajina dnes
- 45. setkání, 2017: Občanská společnost
- 46. setkání, 2018: Jubilejní rok ve světle česko-německých vztahů

Důležitou součástí práce Opus Bonum byla činnost vydavatelská. Orientovala se především na sborníky ze sympozií, ale také na původní i přeloženou filozofickou a historickou literaturu a na poezii. Významným krokem bylo např. v roce 1975 přepracované vydání dějin českého národa od Bohdana Chudoby Jindy a nyní. Jako příležitostné tisky vydalo sdružení např. básně Anastáze Opaska a Václava Renče, nebo stručný životopis Josefa Floriana od Dominika Pecky. OB také spolupracovalo s exilovými nakladatelstvími jako Křesťanská akademie, Index, Poezie mimo domov. Pozornost si zaslouží i grafická stránka a knihařská úroveň publikací. Na podobě dvou polobibliofilských tisků se v  70. letech podílel Karel Kryl, v 80. letech se o úpravu publikací staral Milan Kubes.
Seznam publikací vydaných do roku 1989 zahrnuje asi 55 titulů (viz např. heslo Opus Bonum v katalogu Libri Prohibiti).
Ve vydavatelské činnosti pokračuje Opus Bonum po roce 1989 spíše příležitostně a společně s jinými nakladatelstvími (např. souborné vydání Opaskovy poezie z let 1968-1990 Život upřen do Středu nebo sborník k nedožitým šedesátinám Karla Kryla nazvaný Jaro desáté).